# Amos Anderson Kunstmuseum
Das Amos Anderson Kunstmuseum (finnisch Amos Andersonin taidemuseo, schwedisch: Amos Andersons konstmuseum) ist ein Museum für bildende Kunst an der Yrjönkatu in Helsinki. Es ist das größte private Kunstmuseum in Finnland. Das zusätzliche unterirdische Gebäude Amos Rex unter dem Lasipalatsi ist am 30. August 2018 eröffnet worden und sorgte für einen neuen Aufschwung.

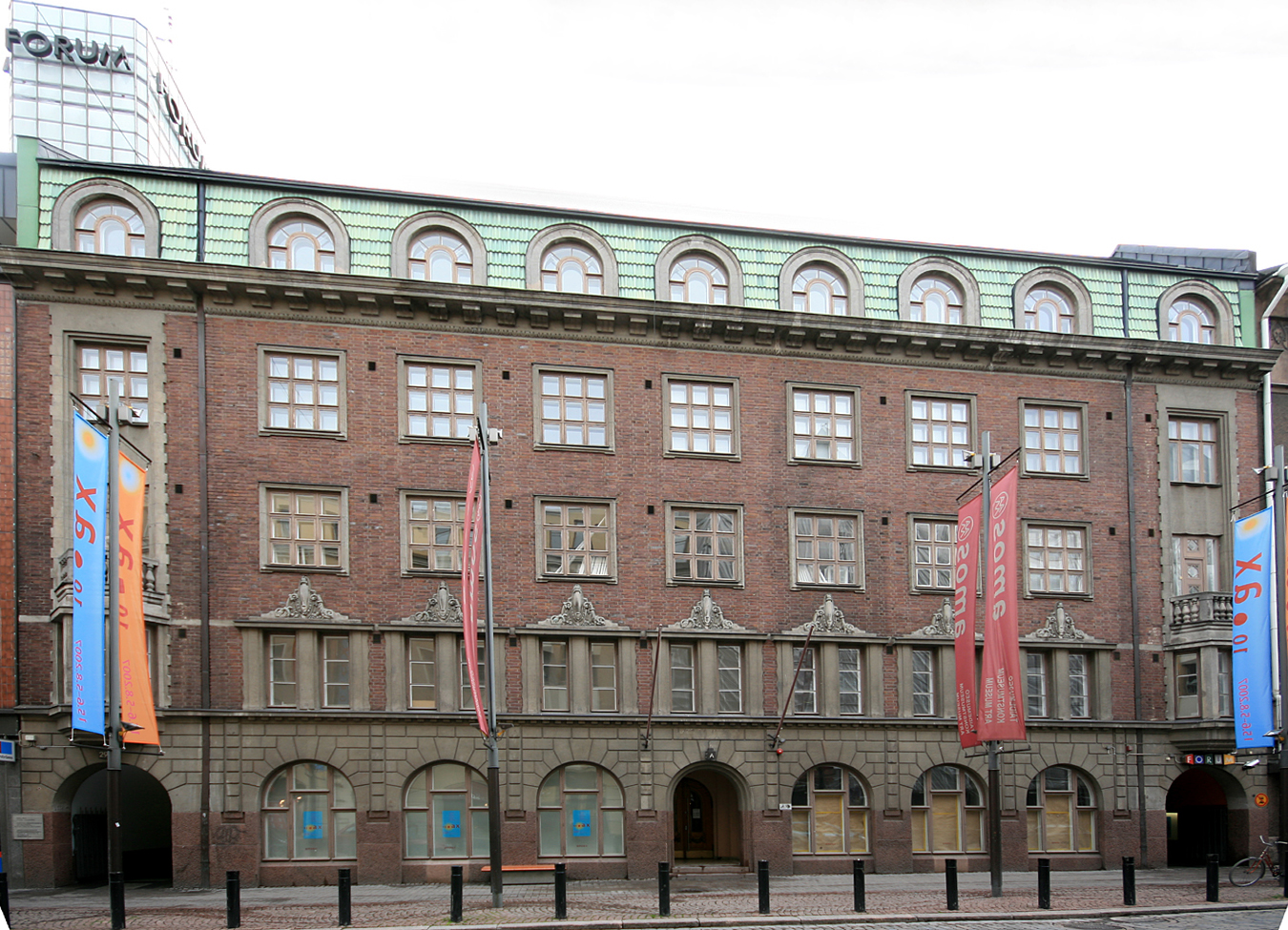
Amos Anderson Kunstmuseum

## Museum
Das Museum verdankt seinen Namen dem Zeitungsverleger Amos Anderson, Eigentümer des Hufvudstadsbladet und bedeutender Kunstmäzen. 1913 gab Anderson dem Architekten Wäinö Palmqvist in Einar Sjöström den Auftrag, ein Gebäude zu entwerfen, das sowohl seine Wohnung wie auch die Büroräume beherbergen sollte. Nach seinem Tod 1961 wurde das Gebäude zu einem Museum umgebaut, das 1965 öffnete.
Die Sammlung des Kunstmuseums umfasst ca. 6000 Werke, vornehmlich Malerei, Skulpturen, Zeichnungen, Drucke und Fotos. Das Museum konzentriert sich auf das 20. Jahrhundert. Die ältesten Werke stammen aus der persönlichen Sammlung von Anderson. Daher stammen auch Textil-, Möbel-, Glas- und Keramiksammlungen. Auch die Sammlung des Architekten und Kunstkritikers Sigurd Frosterus (1876–1956) befindet sich dort. Es besitzt Gemälde von Francesco Bassano (Anbetung der Könige), Paul Signac, Louis Valtat, Roger Fry, Willy Finch (Gesicht auf Fiesole), Ragnar Ekelund, Magnus Enckell, Eero Nelimarkka, Tyko Sallinen und Tove Jansson (Fantasy). Bei Neukäufen konzentriert sich das Museum auf die finnische Moderne und andere Kunst in verschiedenen Erscheinungsformen.
Des Weiteren ist Andersons Hausorgel von 1926 ausgestellt; sie ist allerdings nicht mehr spielbar.

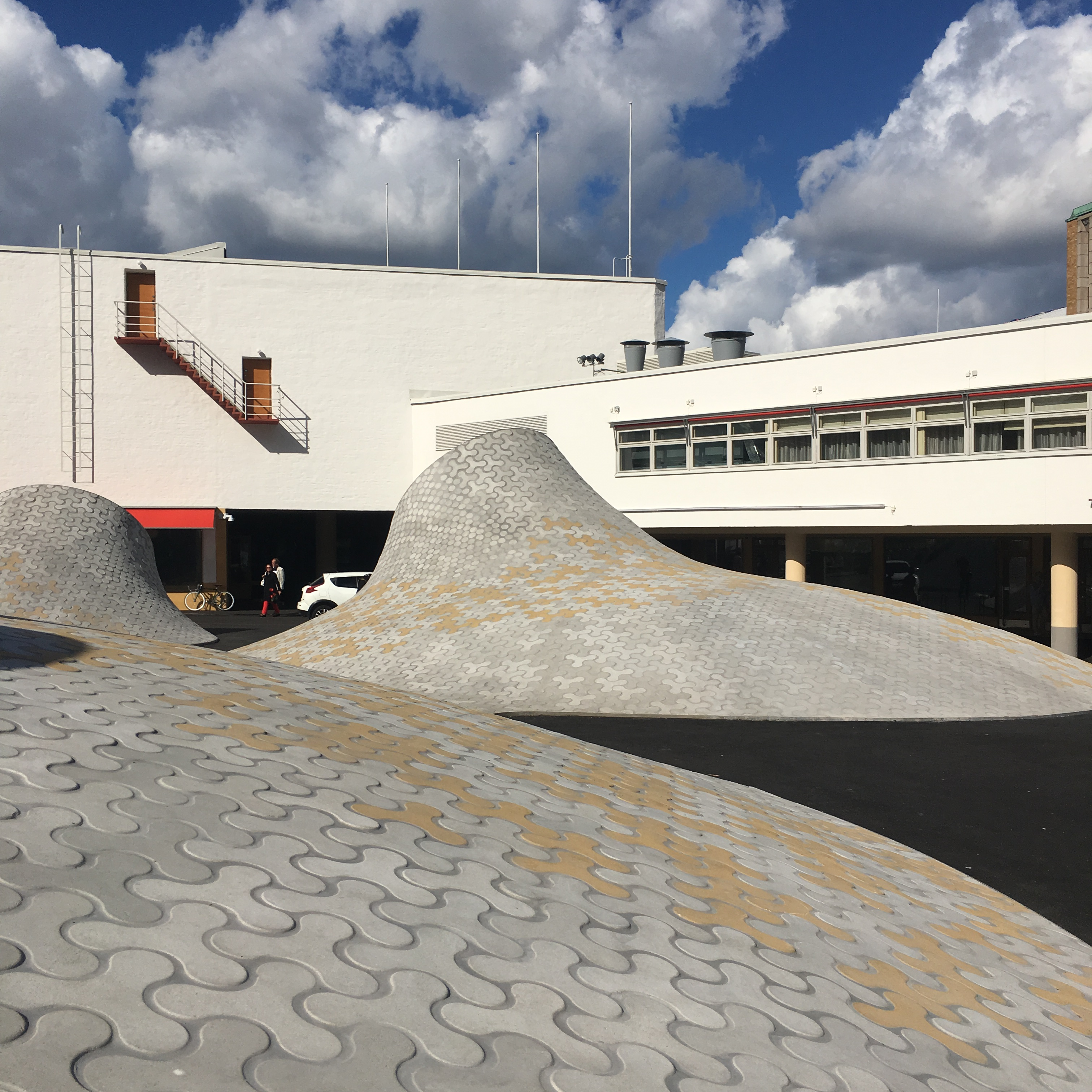
Amos Rex 2018